# Schweriner Sportclub 2014-2015 (pallavolo femminile)
Questa voce raccoglie le informazioni riguardanti lo Schweriner Sportclub nelle competizioni ufficiali della stagione 2014-2015.

## Organigramma societario
Area direttiva
- Presidente: Johannes Wienecke

Area tecnica
- Allenatore: Felix Koslowski
- Allenatore in seconda: Davide Carli
- Assistente allenatore: Michael Döring, Bart Van der Mark

Area sanitaria
- Fisioterapista: Katja Braun, Jens Ziegler

## Rosa
| N° | Nome                | Ruolo | Data di nascita   | Nazionalità sportiva |
| -- | ------------------- | ----- | ----------------- | -------------------- |
| 1  | Lousiane de Souza   | S     | 30 luglio 1985    | Brasile              |
| 2  | Gina Köppen         | S     | 4 dicembre 1998   | Germania             |
| 3  | Yvon Beliën         | C     | 28 dicembre 1993  | Paesi Bassi          |
| 4  | Veronika Hrončeková | C     | 2 gennaio 1990    | Slovacchia           |
| 5  | Lonneke Slöetjes    | O     | 15 novembre 1990  | Paesi Bassi          |
| 6  | Jennifer Geerties   | S     | 5 aprile 1994     | Germania             |
| 7  | Denise Imoudu       | P     | 14 dicembre 1995  | Germania             |
| 8  | Jana Franziska Poll | S     | 7 maggio 1988     | Germania             |
| 9  | Elisa Lohmann       | S     | 22 luglio 1998    | Germania             |
| 10 | Diana Nenova        | P     | 16 aprile 1985    | Bulgaria             |
| 11 | Carina Aulenbrock   | O     | 22 settembre 1994 | Germania             |
| 12 | Anja Brandt         | C     | 15 febbraio 1990  | Germania             |
| 13 | Janine Völker       | L     | 19 settembre 1981 | Germania             |
| 14 | Laura Weihenmaier   | S     | 4 aprile 1991     | Germania             |
| 15 | Marie Holstein      | O     | 15 aprile 1997    | Germania             |
| 16 | Sabrina Krause      | C     | 18 dicembre 1998  | Germania             |
| 17 | Saskia Hippe        | O     | 16 gennaio 1991   | Germania             |
| 18 | Stefanie Golla      | L     | 16 settembre 1985 | Germania             |